# Катастрофа DC-3 под Арекипой
Катастрофа DC-3 под Арекипой — авиационная катастрофа, произошедшая днём в пятницу 22 января 1943 года к северу от Арекипы (Перу). Пассажирский самолёт Douglas DC-3A-399 авиакомпании Pan American-Grace Airways (Panagra) выполнял пассажирский рейс PAG-009 из Сантьяго (Чили) в Лиму (Перу), когда через час после вылета из промежуточной остановки в Арекипе врезался в горы в районе Чапарра (провинция Каравели) и разрушился, при этом погибли 14 человек.

## Самолёт
Douglas DC-3A-399 с бортовым номером NC33645 (заводской — 4124) был выпущен заводом Douglas Aircraft Company, Inc. в Санта-Монике (штат Калифорния), а 13 апреля 1941 года продан авиакомпании Panagra. Самолёт был сертифицирован для пассажирских перевозок при пассажировместимости салона 21 место и экипажа из 4 человек, а максимальная взлётная масса была указана как 25 200 фунтов (11 400 кг). Был оборудован двумя поршневыми звездообразными двигателями Pratt & Whitney R-1830-S1C3-G (мощность — 1050 фунтов (480 кг) каждый), оснащённых воздушными винтами фирмы Hamilton Standard, и имеющих наработку 19 часов 42 минуты у каждого от последней проверки (проводилась каждые 100 часов). Общая наработка борта NC33645 составляла около 3179 часов и 26 минут.

## Экипаж
Экипаж самолёта состоял из четырёх человек:
- Командир воздушного судна (КВС) —  25-летний американец Гордон В. Гарднер (англ. Gordon W. Gardner). В Panagra работал с 1 марта 1941 года, в ноябре 1942 года получил сертификат пилота авиалиний, а 19 декабря 1942 года был назначен командиром самолёта на маршруте Лима—Сантьяго—Буэнос-Айрес. По маршруту Лима—Арекипа летал 45 раз, в том числе в должности пилота грузовых рейсов. Последний раз медицинскую комиссию проходил 9 декабря 1942 года и находился в хорошей физической форме. Его общий налёт составлял 1437 часов, в том числе 1151 час на самолётах Douglas.
- Второй пилот — 27-летний американец Роберт В. Тербинс (англ. Robert W. Turbyns). В Panagra работал с 11 июля 1941 года, в должности второго пилота — с 1 февраля 1942 года. Последний раз медицинскую комиссию проходил 1 июля 1942 года и находился в хорошей физической форме. Его общий налёт составлял 722 часа, в том числе 280 часов на самолётах Douglas.
- Радиооператор — Джеймс Дж. Юинг (англ. James J. Ewing). В Panagra работал с 17 мая 1942 года.
- Стюард — Хорхе Альварес (исп. Jorge Alvarez)

## Катастрофа
Борт NC33645 выполнял пассажирский рейс № 9 «Сантьяго—Арекипа—Лима» и в 05:30 вылетел из Сантьяго, после чего, следуя через Антофагасту и Арику, в 13:59 благополучно приземлился в высокогорном Арекипском аэропорту (уровень аэродрома — 8041 фут (2451 м)). После дозаправки, в 14:09 «Дуглас» с 11 пассажирами и 4 членами экипажа на борту вылетел из Арекипы в Лиму. Вес его на момент вылета составлял 24 001 фунт (10 887 кг), то есть в установленных пределах.
В 14:25 экипаж доложил диспетчеру аэропорта Арекипы: Покидаем зону контроля (30 миль (48 км) от КТА), высота 12 200 футов (3700 м), поднимаемся по приборам, курс 290° (запад-северо-запад). Из-за малого радиуса действия радиосвязи (из-за закрытия горами), экипаж не докладывал в Перу о покидании Арекипы; в свою очередь, диспетчер авиакомпании в Арекипе, согласно установленным в Panagra правилам, должен был сообщить об этом в Лиму только на следующий день. Согласно показаниям выжившего пассажира, полёт проходил вполне нормально, хотя спустя 15 минут после вылета из Арекипы проходил уже в облаках. 9 месяцев в году над Арекипой стоит ясная погода, однако в тот день над южной частью Перу проходил холодный фронт, сопровождавшийся низкой облачностью, а перед вылетом над аэродромом даже прошёл дождь. Также в регионе дул юго-юго-западный ветер, который вскоре сменился на юго-юго-восточный, а скорость его составляла 20 уз (37,04000 км/ч).
В 14:30 с самолёта доложили о прохождении реки Сигуас (исп. Río Siguas), а в 14:54 — Оконьи (исп. Río Ocoña); эти доклады были получены диспетчерами авиакомпании в Арекипе, Писко и Лиме, однако велика вероятность, что пилоты на самом деле не видели рек, а сообщали об их прохождении, основываясь только на расчётах. Больше сообщений с борта NC33645 не поступало, а он сам так никуда и не прибыл.
Утром в 04:43 23 января на поиски пропавшего рейса 9 из Лимы вылетел Douglas DC-2, пилотируемый экипажем, командиром которого был Нельсон (англ. Nelson). Позже вылетел и DC-3, командиром которого был Стерлинг (англ. Sterling). Однако поиски поначалу были фактически бесполезны из-за того, что небо было затянуто облаками. Всего в поисковых работах приняли участие 4 самолёта перуанских ВВС, 1 самолёт американских ВВС и 3 самолёта компании Panagra; утром 24 января с самолёта Нельсона было доложено об обнаружении обломков (в точке 15°29′ ю. ш. 73°49′ з. д., район Чапарра).
Как было установлено, примерно в 15:15 летящий в облаках на высоте около 13 000 футов (4000 м) в западном-северо-западном направлении «Дуглас» врезался в горный склон и взорвался, после чего обломки скатились вниз на 450 футов (140 м). Прибывшие утром следующего дня спасатели обнаружили на месте происшествия единственного выжившего пассажира — британского пилота 26-летнего Альфреда Джона Эдварда (англ. Alfred John Edward), сидевшего на левой стороне в третьем от хвоста ряду, прямо перед аварийным выходом, который успел выбраться через главный выход прежде, чем самолёт был уничтожен огнём. Все остальные 10 пассажиров и 4 члена экипажа погибли. На тот момент по масштабам это была крупнейшая авиакатастрофа в Перу.

## Расследование
Выживший пассажир Альфред Эдвард был опытным пилотом и он рассказал, что полёт проходил без отклонений, а никаких проблем на борту, включая неисправность двигателей, не было, иначе бы он это заметил.
Удар самолёта о скалы произошёл сперва правым крылом, после чего уже врезались двигатели, при этом по царапинам на винтах было определено, что двигатели в момент удара работали на полную мощность, так как авиалайнер постепенно набирал высоту, а изучение конструкции редукторов показало, что никаких отказов перед этим не было. После удара о гору обе плоскости крыла отделились от фюзеляжа и перевернулись, а затем все обломки скатились вниз на 450 футов (140 м); отделившиеся от крыла двигатели скатились вниз ещё дальше — на 3000 футов (910 м) от точки удара.
Опрос пилотов компании Panagra показал, что за последние 10 лет полёты из Арекипы в Лиму выполнялись преимущественно в ясную погоду, а следование в облаках происходило лишь в отдельных коротких периодах при наборе высоты, либо при заходе на посадку. Также выяснилось, что в авиакомпании не было никаких документов о выполнении полётов по приборам на этом маршруте, только устные инструкции, согласно которым вскоре после вылета следовало направляться по курсу 270°, чтобы безопасно выйти к побережью Тихого океана, при этом полёт над облаками уже был скорее визуальным, так как пилоты могли ориентироваться по горным вершинам на востоке и тихоокеанскому побережью на западе. Согласно показаниям одного из пилотов, который ранее летал с командиром Гордоном Гарднером, последний знал об этих правилах, а при полёте в аналогичных условиях после вылета из Арекипы сперва летел по курсу 290°, затем повернул к океану на курс 270°, а далее по курсу 285° направился к Лиме. Ещё за год до происшествия, 9 января 1943 года повторно в офис Panagra в Лиме руководителю по эксплуатации было отправлено письмо от исполняющего обязанности начальника отделения воздушных перевозок в Четвёртом регионе Управления гражданской аэронавтики (англ. Civil Aeronautics Administration), в котором указывалось на опасность отсутствия письменных инструкций по выполнению полётов на маршруте Арекипа—Лима. Но только после происшествия из авиакомпании пришёл ответ, что эти инструкции подготовлены.
Также следователи выяснили, что существовала распространённая практика, когда по умолчанию считалось, что полёт разрешён, если погодные условия в аэропортах вылета и прибытия были выше минимальных, что и произошло в случае с рейсом 9. Также Арекипа является контрольным аэропортом, то есть пилоты перед вылетом должны предоставлять диспетчерам план полёта, включая информацию о полёте в зоне контроля диспетчерского центра аэропорта, но экипаж борта NC33645 это правило проигнорировал. Также пилоты при выходе из зоны контроля должны были сообщать об этом, докладывая также о высоте, курсе и характере полёта (визуально или по приборам), что командир Гарднер на сей раз выполнил.
В 14:25, спустя 16 минут после вылета, экипаж докладывает о выходе из зоны аэропорта, при этом выполняя полёт по приборам, что стыкуется с показаниями выжившего пассажира. Когда в 14:30 и в 14:54 с самолёта докладывали о прохождении Сигуаса и Оконьи соответственно, диспетчер не имел возможности определить, выполнялся ли в это время полёт над облаками или в них. Но согласно показаниям пассажира, вплоть до столкновения он не заметил, чтобы авиалайнер вышел из облаков, то есть все 50 минут от выхода из зоны диспетчерского контроля и вплоть до столкновения с горой Гарднер следовал в облаках, чем нарушил действующие в авиакомпании хоть и устные, но инструкции. Также часом ранее из Арекипы в Лиму вылетел самолёт перуанской авиакомпании Faucett S.A., пилот которого сообщил, что на подходе к району происшествия он также столкнулся со сплошной облачностью, поэтому выполнил доворот влево с 285° до курса 270° (на запад) и, нормально достигнув побережья, продолжил полёт в сторону Лимы.

## Причины
1. Происшествие случилось примерно в 15:15 22 января 1943 года, в результате чего четыре члена экипажа и десять пассажиров погибли, а один пассажир получил серьёзные травмы. Борт NC33645 полностью разрушился при ударе и сгорел.
2. На момент происшествия у Panagra было действующее «Свидетельство общественной полезности и необходимости», а также действующий «Сертификат эксплуатанта».
3. Самолёт на момент происшествия имел действующий лётный сертификат.
4. Лётный экипаж имел необходимую квалификацию и действующие сертификаты для выполнения своих обязанностей во время полета.
5. Рейс PAG-009 начался в Сантьяго (Чили), а конечным пунктом назначения была Лима (Перу). Вылет из Арекипы в 14:09 был выполнен в соответствии с правилами авиакомпании.
6. Нет никаких доказательств неисправности или отказа какой-либо части самолёта.
7. Погодные условия не были достаточно сложными, чтобы стать фактором, способствующим происшествию, если бы были соблюдены инструкции по полётам, принятые в авиакомпании.
8. Выполнение рейса 9 выполнялось нормально, пока экипаж не столкнулся с расположенными по курсу приборными метеоусловиями; дальнейший полёт выполнялся по приборам, вопреки правилам авиакомпании.
9. Из-за юго-юго-западного ветра (около 20 узлов или 10 м/с) самолёт стало сносить с маршрута на северо-северо-восток в сторону более высокой местности.
10. Управление гражданской аэронавтики не менее двух раз указывало руководству Panagra на необходимость разработки инструкций по полётам на маршруте для пилотов и диспетчеров, однако инструкции так и не были изданы, существуя только в устной форме.
11. Имеются доказательства, что командир самолёта Гарднер был знаком с правилами авиакомпании о выполнении полёта по маршруту Арекипа—Лима.

Комиссия от Совета по гражданской авиации пришла к мнению, что виновником происшествия стал командир самолёта Гарднер, который выполнял полёт из Арекипы в Перу по курсу 290°, что противоречило стандартным эксплуатационным процедурам, так как правилами авиакомпании это разрешалось лишь при полёте в визуальных условиях, либо выше слоя облачности. Однако фактически полёт происходил при метеоусловиях, требовавших полёта по приборам, поэтому, согласно правилам авиакомпании самолёт должен был следовать по курсу 270°, чтобы над более низкой местностью безопасно выйти к океану, так как над побережьем в это время года стояла ясная погода. Хотя установленные в авиакомпании правила не были опубликованы в письменном виде, Гарднер знал о них, но по непонятным причинам в данном случае проигнорировал.
Способствующим фактором стало отсутствие надлежащего диспетчерского контроля за полётом борта NC33645.

### Комментарии
1. ↑  Здесь и далее по умолчанию указано Североамериканское восточное время (EST), которое совпадает с Перуанским временем